# Domoni
Domoni – miasto w Komorach, na wyspie Anjouan, 10 073 mieszkańców (2003). Czwarte co do wielkości miasto kraju. Założone w XII w. Trzy wieki później stało się ważnym ośrodkiem handlowym na szlaku pomiędzy Afryką i Azją.